# ريغي وليامز (لاعب كريكت)
ريغي وليامز (8 أغسطس 1969 - )  (بالإنجليزية: Richard Williams)‏ هو لاعب كريكت بريطاني. لعب مع نادي مقاطعة غلوستر للكريكت ‏.

## وصلات خارجية
1. 1 2  CricketArchive (بالإنجليزية), QID:Q2117742